# ماکسیم پاسکوتشی
ماکسیم پاسکوتشی (استونیایی: Maksim Paskotši؛ زادهٔ ۱۹ ژانویهٔ ۲۰۰۳) بازیکن فوتبال اهل استونی است.
وی همچنین در تیم ملی فوتبال استونی بازی کرده‌است.